# Denazé

Denazé este o comună în departamentul Mayenne, Franța. În 2009 avea o populație de 160 de locuitori.